# Scytia

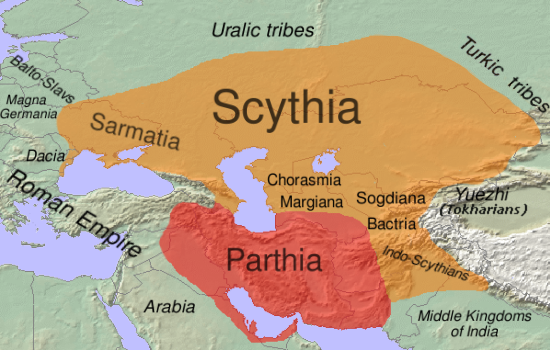
Terytoria Scytów i ich sąsiadów

Scytia (grec. Σκυϑἰα, łac. Scythia) – w starożytności grecka i rzymska nazwa części obszaru Eurazji zamieszkanej przez Scytów.
Regiony tradycyjnie uznawane za dawną Scytię to:
- Kazachstan, południowa Rosja, wschodnia Ukraina
- północny Kaukaz (w tym Azerbejdżan i Gruzja)
- Ukraina, Białoruś i Polska aż do Oceanu Sarmackiego[2], obecnie znanego jako Bałtyk
- Południowa Ukraina w dolnym biegu Dunaju i Bułgaria, znany także jako Scytia Mniejsza